# Битва на «Хайбери»
Битва на «Хайбери» (англ. Battle of Highbury) — название футбольного матча между сборными Англии и Италии, который прошёл 14 ноября 1934 года на стадионе «Хайбери» в Лондоне. В конкурентной и зачастую жесткой борьбе победу со счётом 3:2 одержали англичане.

## Предыстория
Сборные Англии и Италии встречались между собой в 1933 году в Риме: тот матч завершился вничью со счётом 1:1.
В 1934 году было решено провести ответный матч в Англии. Это был первый матч сборной Италии после чемпионата мира, в котором  Англия не принимала участия, так как Футбольная ассоциация Англии вышла из состава ФИФА в 1928 году. Итальянцы были действующими чемпионами мира, но и англичане считались одной из сильнейших сборных Европы того времени, поэтому в самой Англии матч назвали «настоящим финалом чемпионата мира». Матч был также важен и для итальянцев в пропагандистских целях: Бенито Муссолини пообещал каждому игроку итальянской сборной автомобиль Alfa Romeo и денежную сумму, эквивалентную £150, в случае победы над англичанами.
Местом проведения матча был выбран домашний стадион лондонского «Арсенала», «Хайбери». В состав английской сборной вошли семеро игроков «Арсенала» (Фрэнк Мосс, Джордж Мейл, Эдди Хэпгуд, Уилф Коппинг, Рэй Боуден, Тед Дрейк и Клифф Бастин), юный ещё игрок «Сток Сити» Стэнли Мэтьюз, хавбек «Эвертона» Клифф Бриттон, хабвек «Дерби Каунти» Джек Баркер и крайний левый нападающий «Манчестер Сити» Эрик Брук. Сборная Англии состояла в основном из неопытных игроков, ни один из которых не сыграл больше 9 матчей на международном уровне.
Накануне игры игроки сборной Италии вышли из своего отеля и направились к кенотафу в Уайтхолле, посвящённому британцам, погибшим в Первой мировой войне. Они возложили к нему большой лавровый венок диаметром в 4 фута от имени Итальянской федерации футбола, после чего в течение двух минут делали римский салют (фашистское приветствие) в дань памяти погибшим британцам.
На матче присутствовали Принц Артур Коннаутский и Стратернский и посол Италии граф Гранди, которые поприветствовали обе команды перед игрой.

## Обзор матча

### Первый тайм
Уже на первой минуте игры вратарь итальянцев Карло Черезоли сбил в штрафной Дрейка. Шведский судья Ульссон назначил пенальти. К отметке подошёл Брук и нанёс «неплохой удар», но Черезоли угадал направление удара, прыгнув вправо, и сделал «потрясающий сейв». Спустя ещё минуту центральный хавбек итальянцев Луис Монти получил перелом ноги в противоборстве с Дрейком. Он оставался на поле на протяжении примерно 15 минут, но в итоге вынужден был уйти, оставив итальянцев вдесятером (в то время замены по ходу игры не были предусмотрены).  Англичане забили три мяча в первые 12 минут матча (на 3-й, 10-й и 12-й минутах). Вскоре после промаха с пенальти Брук открыл счёт, замкнув головой навес Бриттона со штрафного, на 10-й минуте сделал «дубль», забив прямым ударом со штрафного с 30 ярдов, который Стэнли Мэтьюз описал как «удар молнии». Брук и Клифф Бастин создавали итальянцам «бесконечное количество проблем своими передачами и быстрыми ударами». На 12-й минуте Дрейк забил третий гол англичан после атаки с правого фланга.
В матче с самого начала начались жестокие стыки. Итальянцы, разозлённые травмой Монти и убеждённые, что англичане нанесли травму умышленно, принялись жёстко фолить против своих соперников: после удара локтем Гуайты Эдди Хэпгуд получил перелом носа (и вынужден был покинуть поле, но вернулся через 15 минут; гол Дрейка был забит, когда Хэпгуда на поле не было), Боудену повредили лодыжку, Баркеру повредили руку (потом её пришлось перевязывать), Дрейка били кулаком (после первого тайма он пошёл в раздевалку синяками под обоими глазами) и рассекли ногу, а Бруку сломали руку.

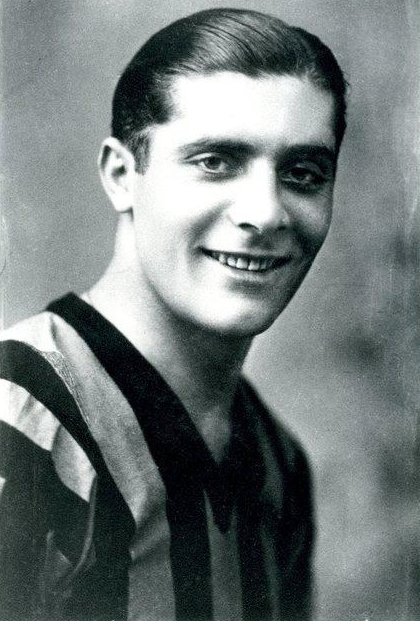
Джузеппе Меацца забил за Италию во втором тайме два мяча

### Второй тайм
Во втором тайме итальянцы собрались с силами и несмотря на численное превосходство англичан отыграли два мяча. Джузеппе Меацца сделал «дубль»: первый мяч он забил после паса Гуайты, а второй — ударом головой после навеса Феррари. Меацца мог бы забить и третий, если бы не попадание в перекладину ворот и не серия сейвов Фрэнка Мосса.
Матч проходил в непростых погодных условиях: сначала на поле опустился густой туман, а затем пошёл сильный дождь.
Лучшим игроком матча был признан левый хавбек англичан Уилф Коппинг, отличившийся хорошими отборами и борьбой в центре поле.
Итог матча был спорным. С одной стороны, англичане одержали победу и неофициально считали себя «чемпионами мира». Итальянцы, в свою очередь, утверждали, что они провели почти всю игру вдесятером, а голы англичан были забиты в тот промежуток времени, когда главный защитник Италии был травмирован и не мог полноценное перемещаться по полю. В связи с этим итальянских игроков из той сборной до сих пор называют «львами “Хайбери”» (англ. The Lions of Highbury).
После матча, в котором получили повреждения множество игроков сборной Англии, Футбольная ассоциация рассматривала вопрос об отказе участия в международных матчах. Стэнли Мэтьюз вспоминал, что этот матч был одним из самых жестоких, в которых он принимал участие за всю свою игровую карьеру.

## Отчёт о матче
| Англия                    | 3:2     | Италия         |
| ------------------------- | ------- | -------------- |
| - Брук 3′ 10′ - Дрейк 12′ | (отчёт) | Меацца 58′ 62′ |

| Англия | Италия |

|                 |    |                 |  |
|                 |    |                 |  |
| GK              | 1  | Фрэнк Мосс      |  |
| RB              | 2  | Джордж Мейл     |  |
| LB              | 3  | Эдди Хэпгуд (к) |  |
| RH              | 4  | Клифф Бриттон   |  |
| CH              | 5  | Джек Баркер     |  |
| LH              | 6  | Уилф Коппинг    |  |
| OR              | 7  | Стэнли Мэтьюз   |  |
| IR              | 8  | Рэй Боуден      |  |
| CF              | 9  | Тед Дрейк       |  |
| IL              | 10 | Клифф Бастин    |  |
| OL              | 11 | Эрик Брук       |  |
| Главный тренер: |    |                 |  |
| нет (комитет)   |    |                 |  |

|                 |    |                      |  |
|                 |    |                      |  |
| GK              | 1  | Карло Черезоли       |  |
| RB              | 2  | Эральдо Мондзельо    |  |
| LB              | 3  | Луиджи Аллеманди     |  |
| RH              | 4  | Аттилио Феррарис (к) |  |
| CH              | 5  | Луис Монти           |  |
| LH              | 6  | Луиджи Бертолини     |  |
| OR              | 7  | Энрике Гуайта        |  |
| IR              | 8  | Пьетро Серантони     |  |
| CF              | 9  | Джузеппе Меацца      |  |
| IL              | 10 | Джованни Феррари     |  |
| OL              | 11 | Раймундо Орси        |  |
| Главный тренер: |    |                      |  |
| Витторио Поццо  |    |                      |  |

| Лайнсмены: - Л. Э. Гиббс (Англия) - Ж. Де Ренсис (Италия) | Регламент матча - 90 минут основного времени. - Замены не предусмотрены. |

Расшифровка позиций:

GK — вратарь; RB — правый защитник; LB — левый защитник; RH — правый хавбек; CH — центральный хавбек; LH — левый хавбек; OR — правый крайний нападающий; OL — левый крайний нападающий; IR — правый нападающий-инсайд; OR — левый нападающий-инсайд; CF — центральный нападающий.